# Frederune
Frederune (circa 887 - 10 februari 917) was van 907 tot aan haar dood koningin-gemalin van West-Francië.

## Levensloop
De afkomst van Frederune is niet geheel duidelijk. Mogelijk stamde ze uit het Saksische huis der Immedingen en was ze een dochter van graaf Diederik van Ringelheim uit diens huwelijk met Reginlind. Als dit klopt, zou ze een zus van de heilige Mathilde van Ringelheim zijn geweest, die gehuwd was met de Oost-Frankische koning Hendrik de Vogelaar. Een andere theorie over haar afkomst luidt dat ze afstamde van een adellijk geslacht in Lotharingen. Wel staat vast dat ze een zus was van bisschop Boso II van Châlons en verwant was met Mathilde van Ringelheim. 
In april 907 huwde de zowat twintigjarige Frederune, vermoedelijk in Laon, met de West-Frankische koning Karel de Eenvoudige. Het echtpaar kreeg zes dochters (zie onder), maar geen mannelijke troonopvolger. Daar ze enkele jaren later uit het openbare leven verdween, suggereren sommige publicaties dat de strenggelovige en vrome Frederune door haar echtgenoot werd verstoten. Deze these wordt echter door geen enkel contemporain document ondersteund.
Het koninklijk paar werd, net als hun voorgangers, geconfronteerd met de invallen van de Vikingen in West-Francië. Om die reden sloot Karel de Eenvoudige in juli 911 met Vikingaanvoerder Rollo het Verdrag van Saint-Clair-sur-Epte, waarbij die laatste beleend werd met het graafschap Rouen. Om het verdrag middels een familiale verbintenis te verstevigen, huwelijkte Karel de Eenvoudige zijn dochter Gillam (of Gisela) uit aan Rollo. Enkele oudere publicaties nemen aan dat het om Frederunes vierde dochter Gisela ging, maar gezien haar uiterst jonge leeftijd is dit weinig geloofwaardig. Daarom wordt er soms van uitgegaan dat Gisela verwisseld werd met Gisela van Lotharingen, dochter van koning Lotharius II van Lotharingen en echtgenote van Viking Godfried van Friesland. Andere publicaties denken dan weer dat de echtgenote van Rollo een buitenechtelijke dochter was van Karel de Eenvoudige en diens maîtresse Alaïs.
Frederuna stierf in februari 917 en vond haar laatste rustplaats in de Basiliek van Saint-Remi in Reims. Twee jaar later hertrouwde Karel de Eenvoudige met Hedwig van Wessex, om de troonsopvolging door een mannelijke erfgenaam te verzekeren.

## Nakomelingen
Frederune en Karel de Eenvoudige kregen zes dochters:
- Ermentrudis, huwde met Godfried, paltsgraaf van Lotharingen
- Frederuna
- Adelheid, huwde tussen 920 en 924 met Rudolf I van Vexin
- Gisela, huwde misschien met Vikingaanvoerder Rollo
- Rotrude
- Hildegarde